# Stanghelle (przystanek kolejowy)
Stanghelle – kolejowy przystanek osobowy w Stanghelle, w regionie Hordaland w Norwegii, jest oddalona od Oslo Sentralstasjon o 432,22 km. Leży 2,5 m n.p.m.

## Ruch pasażerski
Należy do linii Bergensbanen, Jest elementem kolei aglomeracyjnej w Bergen i obsługuje lokalny ruch do Bergen, Voss i Myrdal. W ciągu dnia odchodzi z niej ok. 15 pociągów.

## Obsługa pasażerów
Poczekalnia, parking na 20 samochodów, parking rowerowy, przystanek autobusowy. Odprawa podróżnych odbywa się w pociągu.